# 准噶尔盆地
45°00′N 85°00′E / 45.000°N 85.000°E

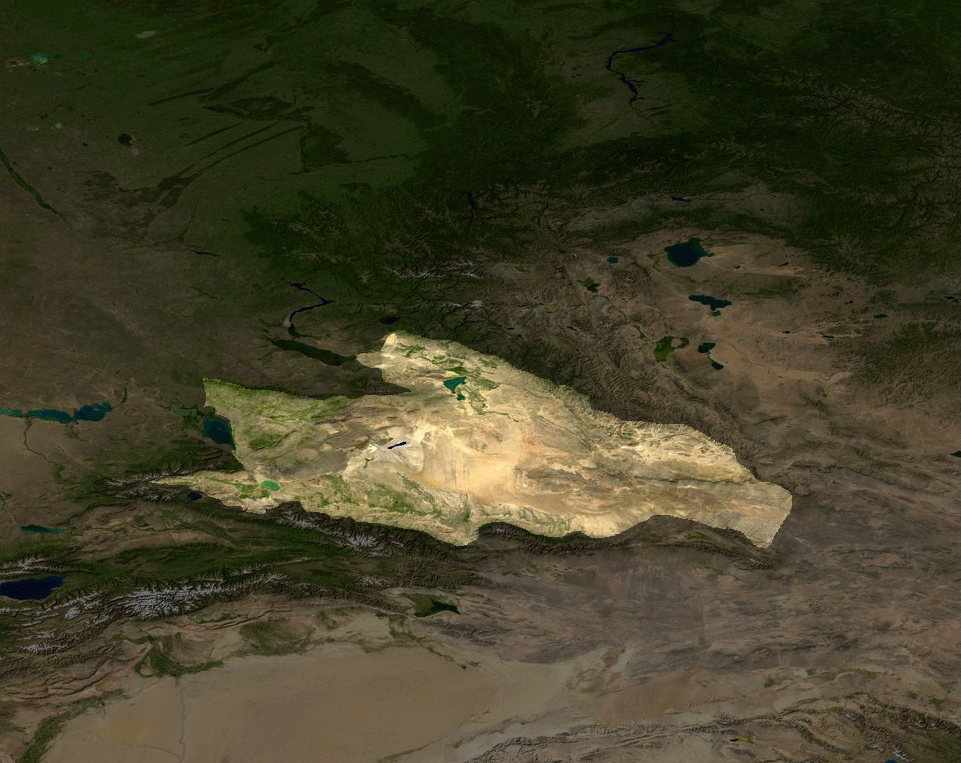
准格尔盆地的地理范围

准噶尔盆地（蒙古语：ᠵᠡᠭᠦᠨ ᠭᠠᠷ，鲍培转写：jegün ɣar，西里尔字母：Зүүнгар ，意为“左手”）位于新疆的北部，是中国第二大的内陆盆地，在天山、阿尔泰山及西部的一些山脉之间。

## 地理位置
准噶尔盆地位于新疆维吾尔自治区北部，西北为西准噶尔山，东北为阿尔泰山、青格里底山和克拉美丽山，南面为北天山山脉，四周为褶皱山系所环绕，呈现出东西长、南北宽的三角形封闭式的内陆盆地。地理坐标为N43°20′~46°50′，E82°30′~91°50′，东西长约700公里，南北宽约379公里，总面积约13.5万平方公里。
区内行政区划包括乌鲁木齐市、昌吉回族自治州、石河子市、塔城地区、博尔塔拉蒙古自治州、克拉玛依市、阿勒泰地区7个地、州、市，辖24个县（市）以及新疆生产建设兵团农五师、农六师、农七师、农八师、农九师、农十师、农十二师等，辖属77个农业团场（牧场）。
盆地四周绿洲经济带交通较为便利，国道312、216，217，乌一奎高速公路及北疆铁路分布于盆地四周，各乡镇均有公路相连，但沙漠腹地交通不便。

## 地形地势
盆地呈不规则三角形，地势东高西低，海拔在500至1000米之间，平均海拔400米，盆地西南部的艾比湖湖面海拔仅190米。中部为草原和沙漠，边缘则是山麓和绿洲。准噶尔盆地西部的山脉与阿尔泰山平行，北大西洋及北冰洋暖湿气流可从山谷进入盆地，所以降水量比塔里木盆地稍多，盆地里的沙漠植被较好。
准噶尔盆地为古陆台。中生代砂岩覆盖在古生代基底上，从北向南增厚，北部厚700米，南部3000～4000米，含煤、石油。新生代地层也是向南增厚，北部不到450米，南部凹陷中心超过1000米；其中第四纪沉积分3带：沿天山北麓的山前拗陷带厚500米，中部厚约100米，北部为上升部分。
盆地内平原分两区。北部平原北起阿尔泰山南麓，南到沙漠北缘，风蚀作用强，有大片风蚀洼地。南部平原南起天山北麓，北至沙漠北缘、分两带，北为沙漠，南为天山北麓山前平原，是主要农业区。

## 地貌
准噶尔盆地以深大断裂为界，形成山地和盆地两个不同的地貌单元。山地为隆起剥蚀区，由河流携带大量物质补给盆地，盆地则为山区剥蚀物质提供堆积场所。在盆地边缘的山前地带，形成大面积的冲洪积倾斜平原、冲积扇，而在盆地中心为平坦的冲积平原、湖积平原及疏松物质形成的沙漠。盆地地貌类型组合具有明显的环状结构，即盆地低洼处储水形成湖泊，自湖泊向外依次为湖积平原—冲积平原一冲洪积平原一洪积平原低山丘陵—中山—高山。

### 平原区
平原又根据成因不同而分为湖积平原、冲积平原、冲洪积平原、洪积平原、风成平原等。湖积平原分布于乌伦古湖、玛纳斯湖、艾比湖等湖泊沿岸地区。地形平坦，由砂粒物质组成。冲积平原见于额尔齐斯河、布尔津河、乌伦古河、奎屯河等河沿岸，以及区内各河流出山口后的平原地区，山前带堆积形成冲积扇平原，下游地段因地形低洼平坦积水而形成沼泽化冲积平原。冲洪积平原位于山麓地带，由河流与季节性河流携带物共同堆积形成。地表组成物质一般以砾石为主。洪积平原主要分布于盆地西部山地山麓地带，由间歇性流水侵蚀、搬运、堆积碎屑物质形成，干旱，植物少，部分为砾质戈壁滩。风成平原主要为盆地中部风成作用形成的古尔班通古特沙漠，还有一些小面积分布的干燥作用及湖成作用形成的沙地。受不同风向风力作用，形成了形态复杂、类型多样的沙丘，如新月沙丘、鱼鳞状沙丘、星状沙丘等。

### 黄土地貌
主要分布于天山、准噶尔西部山地的低中山区其山麓地带。由风成黄土、冰水黄土及次生黄土堆积形成。
黄土塬见于博乐北部、玛纳斯南部，为黄土堆积的台地或古老倾斜平原经流水切割形成。塬面微倾斜。干旱、植物稀疏、以蒿草植物为主。黄土沟、黄土洼地、黄土陷穴等发育。黄土梁见于吉木萨尔泉子街盆地内，为黄土台塬经流水强烈侵蚀切割形成。黄土沟十分发育，较干旱，植物以蒿草为主。黄土覆盖丘陵见于天山北麓地区。黄土下一般为冰水砾石层或基岩。丘陵坡面切割较强，冲沟发育，可见黄土坍陷，滑坍坑等。坡面植物以蒿草为主。部分较平坦地方为旱地。黄土覆盖山地分布于天山、准噶尔西部山地，坡面呈浑圆状，冲沟十分发育，卫片景象十分清晰。坡面常见滑坡、滑坍现象，天山和准噶尔西部的黄土覆盖的中低山，一般植物生长较好，为草原或荒漠草原，为旱地垦植的主要地方。

### 丘陵区
主要分布于盆地边缘，呈带状分布，为季节性洪水侵蚀与剥蚀作用共存。该区山体上升幅度不大，经长期剥蚀切割形成一些地势低矮的丘陵。该区地表支离破碎，沟谷纵横，地表砾石、岩屑遍布，坡面间歇洪流细沟众多。植被贫乏，相对高度小于200m。

### 低山区
分布于东西准噶尔山地、阿尔泰山及北天山，海拔900〜1100m，相对高度200〜500m。以剥蚀作用为主。植物贫乏，基岩裸露，岩屑坡、冲沟、干沟、倒石堆发育。

### 中山区
分布于阿尔泰山（海拔1500〜2400m）、天山（海拔1700〜3000m）以及准噶尔西部山地中山地带，以流水侵蚀剥蚀作用为主，分布范围大致与森林上、下限一致，切割深度300〜600m，线状侵蚀十分强烈，峡谷、嶂谷、崩塌、倒石堆、滑坡等发育。

### 高山区
分布在天山山脉的博格达山、科古琴山及洪别林达坂、友谊峰，海拔2800〜5445m,切割深度800〜1500m，冰川作用强烈，褶皱剧烈、断层发育，山势峻拔崎岖，悬谷陡壁，多具尖顶，雪线高度在海拔3700m以上，“U”形谷发育，冻裂与物质移动都相当强烈，有许多倒石堆和泥石流。

## 气候
盆地属中温带气候。太阳年辐射约565千焦/平方厘米，年日照约2900小时。盆地北、西部年均温3～5℃，南部5～7.5℃。盆地东部为寒潮通道，冬季严寒，1月均温为-28.7℃。无霜期大多为150～170天。

### 气温
盆地内为温带大陆性干旱气候，冬季长而严寒，夏季短而炎热，不同地区差异很大，平均气温为5〜7.5°C。年平均气温分布状况为，南部气温高于北部，西部气温高于东部，平原气温高于山区。月平均气温以1月最低，7月最高，低温期出现在12〜2月，高温期出现在6〜8月。在垂直梯度上，高度平均每增高100m，气温降低0.2〜0.3°C，0°C等温线大约在海拔2800m左右。天山北麓年较差为30〜35°C，山地仅20〜25°C。至于温度极值较差则更大，分别为60〜80°C和50〜60°C。

### 降水
准噶尔盆地降水量少且分布不均，降水分布规律为：北部多于南部，西部多于东部，山地多于平原，盆地边缘多于盆地中心，迎风坡多于背风坡。北天山山地降水一般为200〜800mm，阿勒泰地区山地一般为300〜900mm，准噶尔盆地西缘一般为200〜400mtn，盆地其他边缘为150〜200mm，盆地中心约50mm；平原区降水量仅占总降水量的16%，山地占84%，形成干旱区的“湿岛”；年降水量山区多集中在5〜8月，占全年60%以上。

### 蒸发
区内蒸发强烈，蒸发量的地区分布主要受气温和湿度等因素影响，一般低温高湿区的蒸发量小；高温干燥区的蒸发量大，分布规律与气温基本相同，蒸发强度与降水量分布规律正好相反。盆地内的荒漠、沙漠区蒸发量可达2300mm，盆地边缘绿洲环带内蒸发量一般为1900〜2700mm之间，山区蒸发量低于1500mm。蒸发量分布趋势是北部小，南部大；西部小，东部大；山区小，平原大，蒸发量随地形的升高而递减；平原大，沙漠小。月平均蒸发量以1月最小，7月最大，年蒸发量多集中在5〜8月，占全年60%以上。

### 其他
盆地内风分布的总趋势是平原戈壁大、山区小，盆地边缘地区大，腹部地区小。春季多为西北风和西风，部分地区还可见东风或东南风。
人冬后，随着气温的下降，土壤的冻结深度不断加深，翌年2月、3月甚至4月、5月冻土深度达到最大。最大冻土深度盆地北部、塔城地区在150cm以上，沿北天山一带150cm左右。

## 经济资源
准噶尔盆地边缘为山麓绿洲，栽培作物多一年一熟，盛产棉花、小麦。盆地南缘冲积扇平原广阔，是新垦的农业区。
准噶尔盆地内蕴藏着丰富的石油、煤和各种金属矿产藏，盆地西部的克拉玛依是中国较大的油田；北部的阿尔泰山区盛产黄金。